# Reggenza di Kaur
La reggenza di Kaur è una reggenza (in indonesiano: kabupaten) dell'Indonesia, situata nella provincia di Bengkulu.
Il capoluogo della reggenza è Bintuhan.